# Alex Di Giorgio
Alex Di Giorgio (Roma, 28 luglio 1990) è un nuotatore italiano, specialista dello stile libero. Ha rappresentato l'Italia ai Giochi olimpici di Londra 2012 e a Rio de Janeiro 2016 nella staffetta 4x200 stile libero. Vanta un argento europeo, tre ori ai Giochi del Mediterraneo ed un argento alle Universiadi.

## Biografia
Si è distinto a livello giovanile, vincendo la sua prima medaglia d'argento internazionale all'età di diciassette anni agli europei di Anversa 2007 nella staffetta 4x200 metri, con i compagni Filippo Barbacini, Damiano Lestingi e Cesare Sciocchetti.
L'anno successivo si è confermato su alti livelli ai mondiali giovanili di Monterrey 2008 dove ha vinto l'argento nei 400 metri, terminando alle spalle del russo Danila Izotov, che in quell'occasione fece il record dei campionati nella disciplina. Agli europei giovanili di Belgrado 2008 è salito sul podio due volte: terzo nei 200 metri e secondo nei 400 metri.
Con il Circolo Canottieri Aniene, sua squadra di club, ha vinto il primo titolo italiano nella staffetta 4x200 metri ai campionati primaverili (con Gianfranco Meschini, Simone Ciancarini e Nicola Cassio) ed ai campionati estivi 2008 (con Gianfranco Meschini, Marco Belotti e Nicola Cassio).
Agli europei in vasca corta di Stettino 2011 ha ottentuto il quindicesimo posto nei 200 metri e il sesto nei 400 metri.
Agli europei di Debrecen 2012 ha ottenuto il settimo posto in finale nei 200 metri. È stato eliminato in batteria nei 400 metri, con il settimo tempo. Ha infine vinto l'argento alle spalle della Russia nella staffetta 4x200 metri, in squadra con Gianluca Maglia, Riccardo Maestri, Samuel Pizzetti, Filippo Magnini e Marco Belotti.
Ventiduenne, ha fatto parte della rappresentativa olimpica italiana ai Giochi di Londra 2012, dove è stato eliminato nel turno qualificatorio con l'undicesimo posto nella staffetta 4x200, facendo segnare, con 1'47"93, il miglior tempo del quartetto italiano, composto da lui, Gianluca Maglia (1'48"39), Riccardo Maestri (1'47"94) e Marco Belotti (1'48"53).
È stato convocato ai Giochi del Mediterraneo di Mersin 2013, dove ha vinto tre medaglie d'oro nelle staffette 4x100, 4x200 e 4x100 metri. Si è inoltre classificato sesto nei 200 e settimo nei 400 metri.
Ha esordito ai campionati mondiali a Barcellona 2013, con il diciottesimo posto nei 200 metri, mancando la semifinale per 10 centesimi di ritardo sul tedesco Clemens Rapp, ultimo dei qualificati. Nella staffetta 4x200 metri è stato estromesso in batteria con Marco Belotti, Damiano Lestingi e Filippo Magnini.
È tornato a rappresentare l'Italia ai Giochi olimpici estivi di Rio de Janeiro 2016, classificandosi con Andrea Mitchell D'Arrigo, Marco Belotti e Gabriele Detti al nono posto nel turno qualificatorio della staffetta 4x200 a soli quattro centesimi dal quartetto olandese, che si è aggiudicato l'ultimo posto per la finale.
All'Universiade di Taipei 2017 ha vinto la medaglia d'argento nella staffetta 4x100 metri con Lorenzo Zazzeri, Ivano Vendrame e Alessandro Miressi. È giunto quarto nella 4x200 metri.
Il 13 settembre 2020, mentre si trovava in ritiro con la nazionale a Livigno, è risultato positivo all'ostarina, un modulatore selettivo del recettore degli androgeni (Sarm), sostanza vietata, che produce effetti simili agli steroidi. È stato quindi sospeso in via cautelare dal Tribunale antidoping. Il Tribunale Nazionale Antidoping ha accertato che l'atleta non voleva doparsi e che la sostanza rinvenuta aveva una concentrazione “minima e irrisoria", ma lo ha comunque squalificato per otto mesi per non aver tenuto un comportamento di attenzione e controllo nell'assunzione degli integratori consentiti. In seguito la Corte nazionale di appello antidoping ha ridotto la squalifica a tre mesi.
In carriera ha vinto complessivamente 35 medaglie ai campionati italiani assoluti, di cui 14 d'oro e 45 ai campionati di categoria.

## Vita privata
Ha avuto una breve relazione sentimentale con Ivano Marino, influencer e personaggio televisivo del programma Uomini e donne e Jump! Stasera mi tuffo, il quale, secondo la ricostruzione del Tribunale, che lo ha condannato alla pena detentiva di un anno e due mesi, per stalking, sostituzione di persona e diffamazione, avrebbe molestato Di Giorgio per mesi, tra il 2013 e il 2014, minacciandolo di mettere a conoscenza l'ambiente sportivo della sua omosessualità.
È stato protagonista, con la nuotatrice Margherita Panziera ed il lottatore Frank Chamizo, della campagna promozionale 2019 del produttore di scarpe e capi di abbigliamento Geox.
Nel dicembre 2020 è stato invitato da Alfonso Signorini a partecipare alla quinta edizione del reality Grande Fratello VIP, ma ha rifiutato la proposta.
Ha dichiarato di essere stato vittima di discriminazioni di stampo omofobo nel contesto sportivo.
Ha preso parte alla diciassettesima edizione di Ballando con le stelle esprimendo la volontà di ballare con Moreno Porcu.

## Palmarès

### Competizioni internazionali
| Anno | Manifestazione          | Sede      | Evento       | Risultato | Prestazione |
| ---- | ----------------------- | --------- | ------------ | --------- | ----------- |
| 2008 | Mondiali giovanili      | Monterrey | 400m sl      | Argento   | 3'53"19     |
| 2008 | Europei giovanili       | Belgrado  | 200m sl      | Bronzo    | 1'49"33     |
| 2008 | Europei giovanili       | Belgrado  | 400m sl      | Argento   | 3'51"55     |
| 2008 | Europei giovanili       | Belgrado  | 4x200m       | Argento   | 7'22"72     |
| 2012 | Europei                 | Debrecen  | 4x200m sl    | Argento   | 7'15"67     |
| 2013 | Giochi del Mediterraneo | Mersin    | 4x100m sl    | Oro       | 3'23"31     |
| 2013 | Giochi del Mediterraneo | Mersin    | 4x200m sl    | Oro       | 7'19"39     |
| 2013 | Giochi del Mediterraneo | Mersin    | 4x100m misti | Oro       | 3'45"52     |
| 2017 | Universiadi             | Taipei    | 4x100m sl    | Argento   | 3'15"24     |

### Piazzamenti ottenuti con la nazionale italiana di nuoto
| Anno | Manifestazione          | Sede                     | Evento             | Risultato |
| ---- | ----------------------- | ------------------------ | ------------------ | --------- |
| 2011 | Europei - Vasca corta   | Stettino (Polonia)       | 400 stile libero   | 6º posto  |
| 2011 | Europei - Vasca corta   | Stettino (Polonia)       | 200 stile libero   | 15º posto |
| 2012 | Europei - Vasca corta   | Chartres (Francia)       | 400 stile libero   | 10º posto |
| 2012 | Europei - Vasca corta   | Chartres (Francia)       | 200 stile libero   | 10º posto |
| 2012 | Mondiali - Vasca corta  | Istanbul (Turchia)       | 4x200 stile libero | 5º posto  |
| 2012 | Europei - Vasca lunga   | Debrecen (Ungheria)      | 200 stile libero   | 7º posto  |
| 2012 | Olimpiade di Londra     | Londra (Gran Bretagna)   | 4x200 stile libero | 11º posto |
| 2013 | Giochi del Mediterraneo | Mersin (Turchia)         | 400 stile libero   | 7º posto  |
| 2013 | Giochi del Mediterraneo | Mersin (Turchia)         | 200 stile libero   | 6º posto  |
| 2013 | Mondiali - Vasca lunga  | Barcellona (Spagna)      | 200 stile libero   | 18º posto |
| 2016 | Olimpiade di Rio        | Rio De Janeiro (Brasile) | 4x200 stile libero | 9º posto  |
| 2017 | Universiade             | Taipei (Taiwan)          | 4x200 stile libero | 4º posto  |

### Campionati italiani assoluti
35 medaglie
- 14 ori
- 12 argenti
- 9 bronzi

### Campionati italiani di categoria
45 medaglie
- 22 ori
- 14 argenti
- 9 bronzi

### Nazionale italiana giovanile
- 21 gare disputate
- 21 finali
- 16 medaglie: 8 ori, 6 argenti, 2 bronzi

| Anno | Manifestazione               | Sede                      | Evento             | Risultato |
| ---- | ---------------------------- | ------------------------- | ------------------ | --------- |
| 2006 | Comen Cup                    | Rio Maior (Portogallo)    | 200 stile libero   | 1º posto  |
| 2006 | Comen Cup                    | Rio Maior (Portogallo)    | 400 stile libero   | 1º posto  |
| 2006 | Comen Cup                    | Rio Maior (Portogallo)    | 4x100 stile libero | 1º posto  |
| 2006 | Comen Cup                    | Rio Maior (Portogallo)    | 4x200 stile libero | 1º posto  |
| 2007 | European Junior Championship | Anversa (Belgio)          | 4x200 stile libero | 3º posto  |
| 2007 | European Junior Championship | Anversa (Belgio)          | 200 stile libero   | 6º posto  |
| 2007 | European Junior Championship | Anversa (Belgio)          | 400 stile libero   | 7º posto  |
| 2008 | European Junior Championship | Belgrado (Serbia)         | 400 stile libero   | 2º posto  |
| 2008 | European Junior Championship | Belgrado (Serbia)         | 4x200 stile libero | 2º posto  |
| 2008 | European Junior Championship | Belgrado (Serbia)         | 200 stile libero   | 3º posto  |
| 2008 | Multinations                 | Parigi (Francia)          | 400 stile libero   | 1º posto  |
| 2008 | Multinations                 | Parigi (Francia)          | 4x200 stile libero | 1º posto  |
| 2008 | Multinations                 | Parigi (Francia)          | 200 stile libero   | 2º posto  |
| 2008 | World Junior Championship    | Monterrey (Messico)       | 400 stile libero   | 2º posto  |
| 2008 | World Junior Championship    | Monterrey (Messico)       | 4x200 stile libero | 4º posto  |
| 2008 | World Junior Championship    | Monterrey (Messico)       | 200 stile libero   | 5º posto  |
| 2008 | World Junior Championship    | Monterrey (Messico)       | 800 stile libero   | 6º posto  |
| 2010 | Latina Cup                   | Mar Del Plata (Argentina) | 400 stile libero   | 1º posto  |
| 2010 | Latina Cup                   | Mar Del Plata (Argentina) | 4x200 stile libero | 1º posto  |
| 2010 | Latina Cup                   | Mar Del Plata (Argentina) | 200 stile libero   | 2º posto  |
| 2010 | Latina Cup                   | Mar Del Plata (Argentina) | 4x100 stile libero | 2º posto  |